# The Locos
The Locos est un groupe de ska punk espagnol, originaire de Madrid. Il est formé en 2005 par le second chanteur (seconde voix show-man) de Ska-P, Pipi. Le groupe sort son premier album au printemps 2006 et fait une tournée dans plusieurs pays tels que l'Italie, l'Allemagne, le Chili, l'Argentine et la France.

## Biographie
The Locos est formé à la fin 2005 par Ricardo Delgado de la Obra (alias Pipi) et des amis de son groupe Ska-P. Musicalement, le groupe s'inspire des Ramones, Cynics, et Sonics. Le groupe comprend des membres originaires du Mexique et d'Argentine.
Au printemps 2006, The Locos sort son premier album, Jaula de Grillos, contenant 11 chansons, au label Delanuca Records,. The Locos fait une tournée dans plusieurs pays d'Europe et d'Amérique Latine. En 2006, ils jouent au Dour Festival. L'album Jaula de Grillos est réédité aux États-Unis en 2007. En 2008, The Locos sort son deuxième album studio, intitulé Energia inagotable. Puis Ska-P annonçant sa recomposition, Pipi accepte finalement de revenir dans le groupe mais jouera toujours avec The Locos seulement en donnant la priorité à Ska-P. Une nouvelle formation voit le jour[Quand ?]. Des dates en Europe et en Amérique du Sud sont prévues. 
En 2011, ils participent de nouveau au Dour Festival. The Locos publient un nouvel album, Tiempos dificiles en 2012, un album dénonçant la société actuelle. 
En 2016, ils publient leur premier EP, Todos distintos, todos iguales. Ils publient par la même occasion le clip de la La Realidad issue de l'album. L'EP comprend également les chansons Maria Isabela et Hueso y Piel. Ils jouent aux Poules à Crêtes du 23 au 24 septembre 2016 en Rhône-Alpes. En mai 2017, le groupe est annoncé pour la dixième édition du festival Musik d’En Fer à Crusnes, en France.

## Membres

### Membres actuels
- Ricardo Delgado de la Obra (Pipi) - chant
- Santi - guitare
- Andrés (Coco) - basse
- Hatuey - batterie
- Luis Fran - trompette
- Ken - guitare
- Javi - saxophone

### Anciens membres
- Niño - guitare
- Tommy - basse
- Ivan (Güevo) - batterie
- Fer - guitare
- Zampa - trombone
- Claudia - flûte traversière

## Discographie
- 2006 : Jaula de Grillos
- 2008 : Energia inagotable
- 2012 : Tiempos dificiles
- 2016 : Todos distintos, todos iguales (EP)